# Rudolf Mueller (Politiker, 1869)

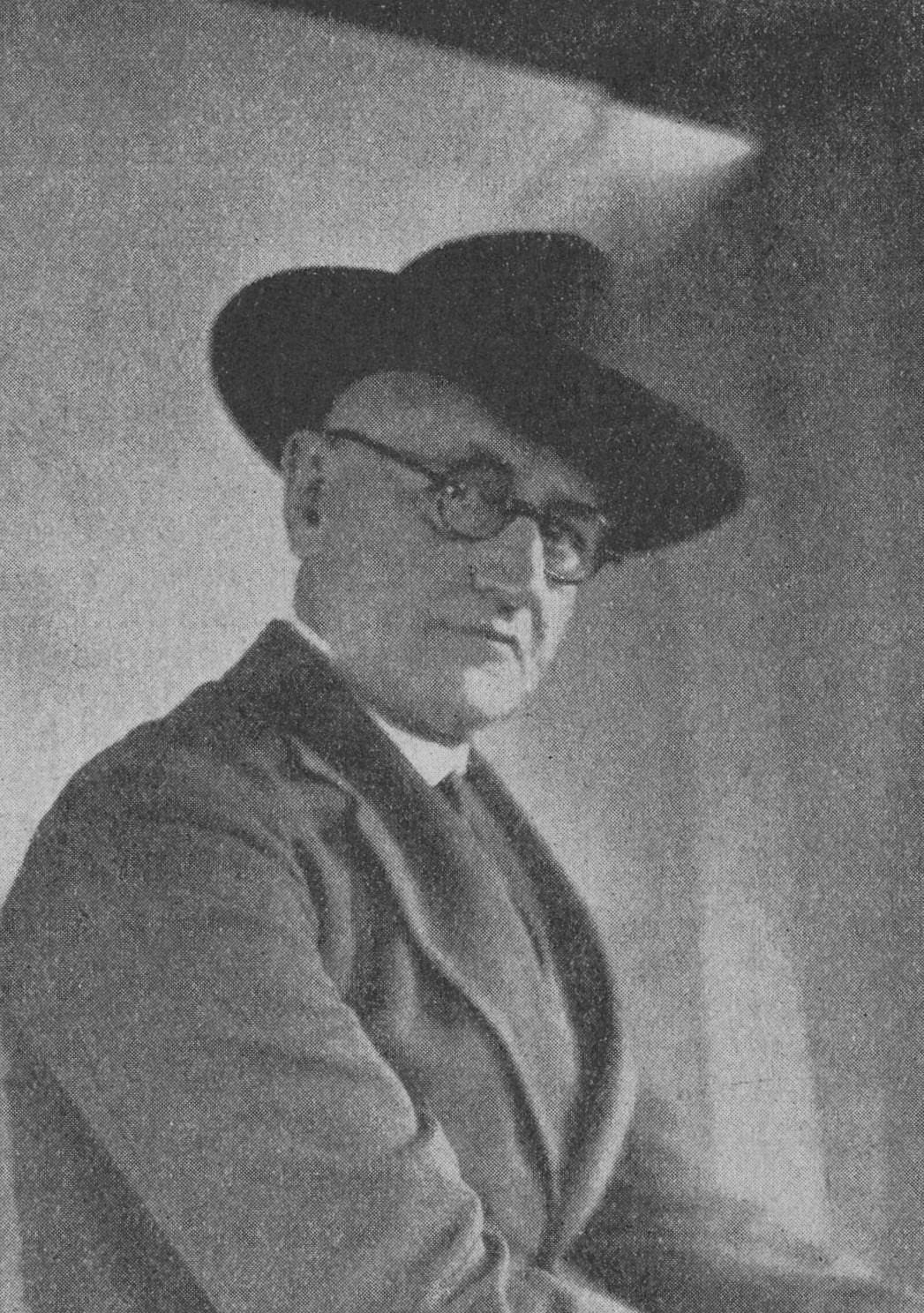
Rudolf Müller, um 1929

Rudolf Mueller als Corpsstudent, 1893/94

Rudolf Mueller (* 4. August 1869 in Gießen; † 1. Juni 1954 in Darmstadt) war ein deutscher Politiker und Oberbürgermeister von Darmstadt. 

## Leben
Mueller kam als Schüler nach Darmstadt und besuchte das Ludwig-Georgs-Gymnasium. Nach dem Abitur studierte er Rechtswissenschaften. Er war Mitglied des Corps Franconia Tübingen und des Corps Brunsviga Göttingen.
Nach dem Referendariat hatte er berufliche Stationen am Polizeiamt in Darmstadt, als stellvertretender Kabinettssekretär im Staatsministerium und seit 1908 als Kreisamtmann in Heppenheim.
Ab 1909 war Mueller Beigeordneter und Bürgermeister in Darmstadt. Er setzte sich vor 1914 besonderes für die Belange der Kultur ein. Trotz seines relativ hohen Alters musste er am Ersten Weltkrieg teilnehmen. Nach Kriegsende setzte er sich besonders für die Kriegsversehrten ein. Auf sein Betreiben wurde u. a. in Gießen ein Lehrstuhl für orthopädische Medizin eingerichtet. 1919 gehörte er zu den Mitbegründern der Deutschen Demokratischen Partei (DDP) in Hessen. Er wurde 1929 Nachfolger von Wilhelm Glässing als Oberbürgermeister von Darmstadt. Von diesem Amt wurde er am 31. März 1933 von den Nationalsozialisten entbunden.
Danach betätigte er sich insbesondere als Kunstsammler. Ab 1936 war er zudem Vorsitzender des Odenwaldklubs.
Mueller starb 1954 im Alter von fast 85 Jahren. Sein Grab befindet sich auf dem Alten Friedhof in Darmstadt (Grabstelle: III Mauer 115).

## Ehrungen
- 1932: Ernennung zum Ehrensenator der Universität Gießen.
- Am 4. August 1949 wurde er aus Anlass seines 80. Geburtstages zum Ehrenbürger der Stadt Darmstadt ernannt.
- 1974 wurde die Rudolf-Mueller-Anlage in Darmstadt nach ihm benannt.